# 68er-Bewegung

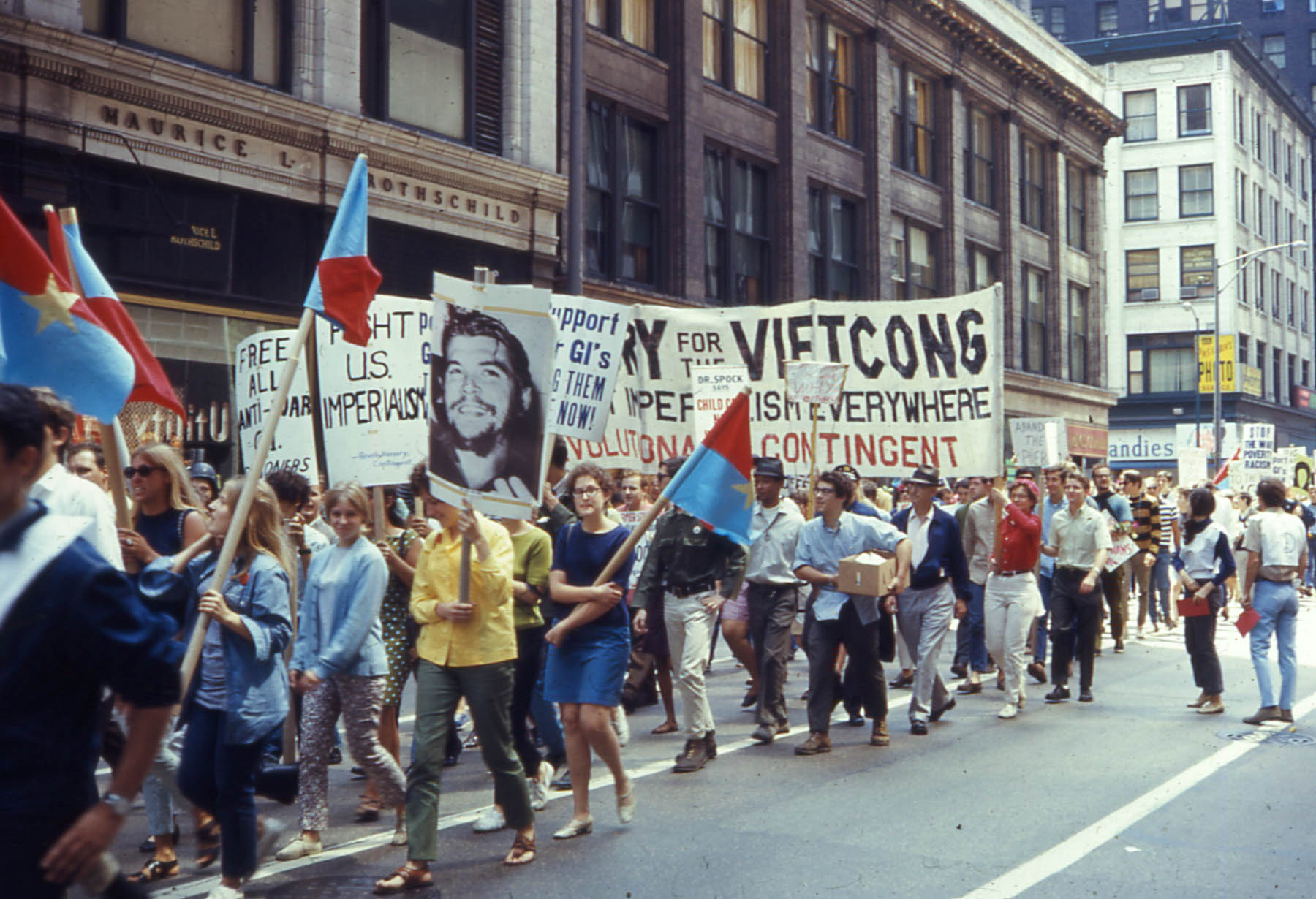
Antikriegsdemonstration in den USA, 1968

Als 68er-Bewegung werden soziale Bewegungen der Neuen Linken und Gegenkulturen zusammengefasst, die in den 1960er Jahren aktiv waren und in einigen Staaten im Jahr 1968 besonders hervortraten.
Sie begann in den USA mit der Bürgerrechtsbewegung der Afroamerikaner und setzte sich im Protest gegen den Vietnamkrieg fort. Ähnliche Proteste flammten in vielen Staaten der Welt auf, darunter die Westdeutsche Studentenbewegung der 1960er Jahre, der Mai 1968 in Frankreich, Demonstrationen in Großbritannien, Italien, Japan, den Niederlanden und Mexiko. Der Prager Frühling in der Tschechoslowakei und die März-Unruhen 1968 in Polen hatten eigene Ursachen, zielten aber ebenfalls auf mehr Bürgerrechte und einen demokratischen Sozialismus ab.
Als ökonomische Entstehungsfaktoren gelten eine sich abschwächende Hochkonjunktur und erste gravierende Wirtschaftskrisen in den kapitalistischen Staaten seit dem Zweiten Weltkrieg, die mit sozial stark ungleichen Zugängen zu Bildung und Wohlstand einhergingen. Zu den weltpolitischen Rahmenbedingungen zählt man Veränderungen im Kalten Krieg, darunter das chinesisch-sowjetische Zerwürfnis (ab 1959), die Kubakrise (1962), Stellvertreterkriege zwischen USA und Sowjetunion und antiimperialistische Befreiungsbewegungen in der „Dritten Welt“.

## Bezeichnung
Die Bezeichnung verschiedener sozialer Bewegungen der 1960er Jahre als „68er-Bewegung“ und ihrer Teilnehmer als „68er“ ist eine nachträgliche, zusammenfassende Zuschreibung. Sie bezieht sich nicht auf Einzelereignisse jenes Jahres, sondern auf eine Epoche zivilgesellschaftlicher Proteste, die in mehreren westlichen Staaten mindestens ein Jahrzehnt umfassten und von Staat zu Staat unterschiedliche Verlaufsformen hatten. Sie begannen in den USA um 1960 mit einer Ausdehnung der Bürgerrechtsbewegung auf die Hochschulen und nahmen dort 1970 trotz des fortgesetzten Vietnamkriegs rasch ab. In Westdeutschland begannen sie etwa 1965 und erreichten 1967 ihre größte Mobilisierung. In Japan begannen sie 1965, in Italien 1966, und erreichten dort ebenso wie in Großbritannien und den Niederlanden 1969 ihren Höhepunkt. Nur in Frankreich, der Tschechoslowakei und Polen fanden die intensivsten Proteste im Frühjahr 1968 statt. Trotzdem blieben die Bezeichnungen „68er-Bewegung“, „68er-Generation“ und „68er“ üblich, weil andere geläufige Bezeichnungen (Studentenbewegung, Jugendrebellion, Generationenrevolte, Sozialprotest, Lebensstilreform, Kulturrevolution und ähnliche) jeweils nur Teilaspekte erfassen und auch auf andere Ereignisse zutreffen. Gleichwohl hatten diese Proteste der 1960er Jahre bei allen Besonderheiten ähnliche Ziele und ihren Teilnehmern war das bewusst.
Der Publizist Rainer Böhme definiert die acht Millionen Deutschen der Jahrgänge 1940 bis 1950 als „68er“. Entgegen der Einordnung der Proteste als Generationenkonflikt oder Jugendbewegung waren mehrere Generationen daran beteiligt. Stefan Hemler bezeichnet sie daher als generationale Protestbewegung mit internationaler Bedeutung.

## Entstehung
Die 68er-Bewegung wird überwiegend als westliches Phänomen wahrgenommen. 1968 sei sogar „zum Synonym für die kulturelle Verwestlichung geworden“. Dagegen deutet der US-amerikanische Soziologe und Sozialhistoriker Immanuel Wallerstein die Bürgerrechtsbewegungen der 1960er-Jahre als ein gegen den Kapitalismus gerichtetes globales Ereignis. Er verwendet den Begriff der „Weltrevolution“. Wallerstein geht von der Annahme aus, dass der Kapitalismus als Weltsystem existiere, sodass es auf nationaler Ebene keine Revolution geben könne. In der Gleichzeitigkeit vieler Aufstände – sowohl 1848 als auch 1968 – erkennt er echte Weltrevolutionen. 1968 sei die Hegemonie der USA die wichtigste gemeinsame Angriffsfläche gewesen.
Die 68er-Bewegung war ein internationales Phänomen. Als erstes wichtiges Ereignis gilt der Sieg der kubanischen Revolution am 1. Januar 1959.
Der Historiker Marcel van der Linden versuchte zu erklären, warum innerhalb eines kurzen Zeitraums Ende der 1960er, Anfang der 1970er Jahre viele verschiedene Prozesse abliefen. Zum einen nennt er drei strukturelle Faktoren:
1. Das starke Wirtschaftswachstum nach dem Zweiten Weltkrieg, das in der Krise von 1966/67 stockte.
2. Die weltweit stärkere Beteiligung an Bildung, einschließlich der universitären Ausbildung.
3. Die Dekolonisierung, die nach dem Zweiten Weltkrieg begann und sich Anfang der 1960er Jahre beschleunigte.

Neben diesen strukturellen Einflüssen nennt er mehrere Ereignisse, die zu anderen Formen der Politik inspirierten: die kubanische Revolution, die chinesische Kulturrevolution, der Prager Frühling 1968 und die Tet-Offensive im Vietnamkrieg. Als weiteres Argument führt van der Linden wechselseitige Lernprozesse und internationale Kontakte an. Kontakte sowohl zwischen Arbeitern, die im Zuge des Aufstiegs multinationaler Unternehmen eine globale Vertretung ihrer Interessen zu organisieren suchten, als auch zwischen radikalen Studenten und Arbeitern. Damit lenkt van der Linden die Aufmerksamkeit auf nichtstudentische Bewegungen, insbesondere auf die Arbeiteraufstände in Frankreich, Italien und Spanien.
Die transnationale Dimension der 68er-Bewegung wurde durch Dekolonisierung, Antiimperialismus und durch den Widerstand gegen verschiedene Formen des Neokolonialismus gefördert. Besonders der Antikolonialismus stellte eine große Verbundenheit zwischen Akteuren auf der ganzen Welt her. Die Fokustheorie des Ernesto Che Guevara und die Schriften des algerischen Befreiungskämpfers Frantz Fanon bildeten einen gemeinsamen Integrationsrahmen und führten zu konkreten Organisationsformen im Sinne einer Guerillamentalität. Die kubanische Revolution (1959) und der Algerienkrieg (1954–1962) können als Wegbereiter der 68er-Bewegung betrachtet werden.
Roman Rosdolskys 1968 veröffentlichtes Standardwerk Zur Entstehungsgeschichte des Marxschen Kapital war für die Neue Linke eine maßgebende Interpretation der Kritik der politischen Ökonomie von Karl Marx. Es bestärkte die bundesdeutsche 68er-Bewegung in ihrer Forderung nach einem Ausstieg aus dem kapitalistischen System. Dieses Motiv der „großen Verweigerung“ stammt von dem deutsch-amerikanischen Soziologen und Philosophen Herbert Marcuse. In seinem 1964 veröffentlichten Werk Der eindimensionale Mensch versuchte er, die befreite Gesellschaft vernunfttheoretisch und triebtheoretisch zu begründen. 1967 führte Marcuse in seinem an der Freien Universität Berlin gehaltenen Vortrag Das Ende der Utopie diesen theoretischen Ansatz aus. Nach Ansicht von Immanuel Wallerstein ist die aufbegehrende Mittelschicht das Charakteristikum der internationalen 68er-Bewegung. Diese Mittelschicht und mit ihr das kapitalistische Weltsystem sieht Wallerstein untergehen.
In den weltweiten Protesten der 1968er Jahre erlebte die von deutschen Sozialphilosophen Max Horkheimer und deutschen Philosophen und Soziologen Theodor W. Adorno entwickelte Kritische Theorie ihre Blütezeit. Sie will gesellschaftliche Mechanismen der Beherrschung und Unterdrückung aufdecken. Ihr Ziel ist eine vernünftige Gesellschaft mündiger Bürger.

## Amerika

### Vereinigte Staaten
In den Vereinigten Staaten gab es zwei große Themen: die alltägliche Rassendiskriminierung und den Vietnamkrieg. In Kalifornien forderte die Free Speech Movement eine Anerkennung ihrer Rechte auf freie Rede und freie Forschung innerhalb der Universitäten.

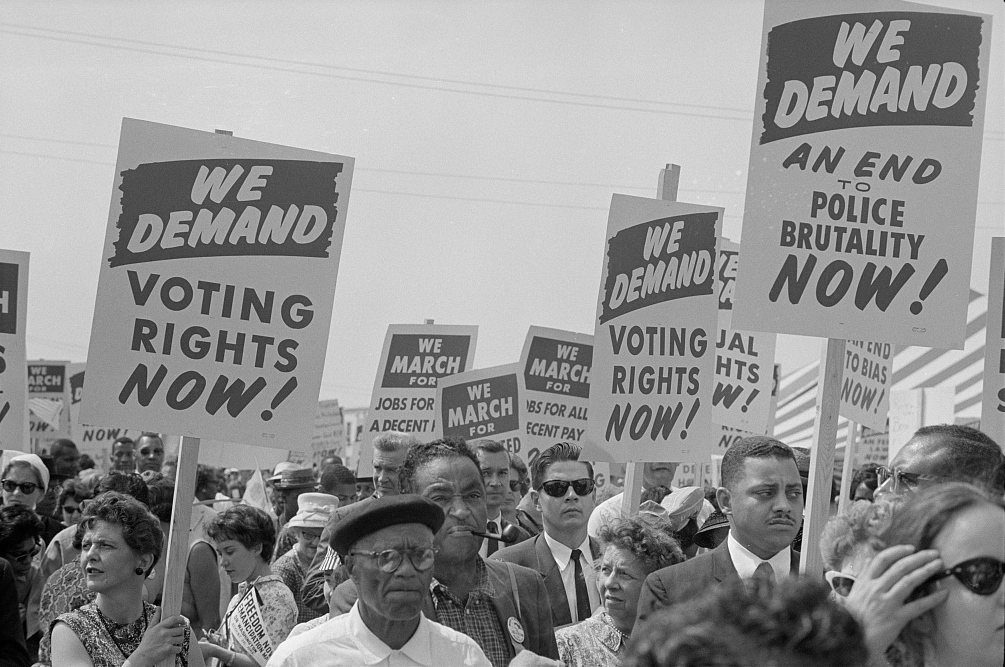
Marsch auf Washington für Arbeit und Freiheit

In den 1950er Jahren begannen Afroamerikaner unter der Führung von Martin Luther King mit Boykotts, Märschen und gewaltfreien Protesten. Sie strebten ein Ende der Rassendiskriminierung an. Als Earl Warren, ein ehemaliger Gouverneur von Kalifornien, Richter am Obersten Gerichtshof wurde, gelang es ihm, das Gericht in dem Verfahren Brown v. Board of Education dazu zu bewegen, gegen die bis dahin geltende Doktrin separate but equal zu stimmen. Damit war dieser Grundsatz ab dem 17. Mai 1954 verfassungswidrig. Diese Entscheidung war der erste Wandel im Leben der Afroamerikaner seit der Reconstruction.
King beteiligte sich 1955 maßgeblich an dem sogenannten Busboykott von Montgomery. Im Dezember 1956 entschied der Oberste Gerichtshof der Vereinigten Staaten, dass jede Form der Rassentrennung in Bussen verfassungswidrig ist. Trotz allem setzten sich die Schikanen gegen Afroamerikaner fort: Im Norden der USA lebten sie vermehrt in Ghettos, die faktisch Slums waren. In den Südstaaten wurden sie durch die Jim-Crow-Gesetze an der Ausübung ihres Wahlrechts gehindert und waren von rassistischer Gewalt bis hin zum Lynchmord bedroht. Gegen diese wirtschaftlichen, politischen, sozialen und rechtlichen Diskriminierungen richtete sich die US-amerikanische Bürgerrechtsbewegung der 1960er Jahre.

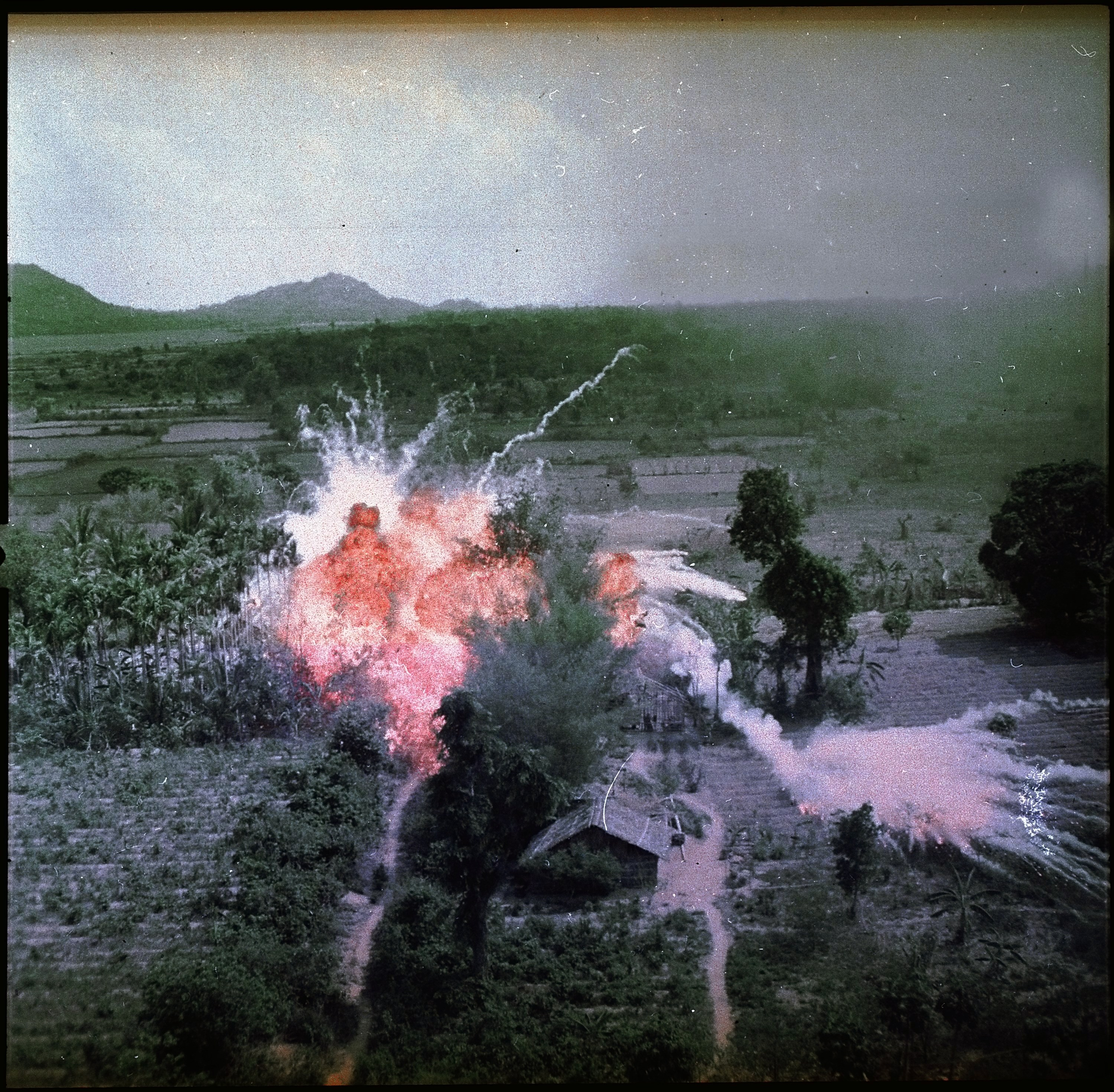
Napalm-Angriff im Vietnamkrieg

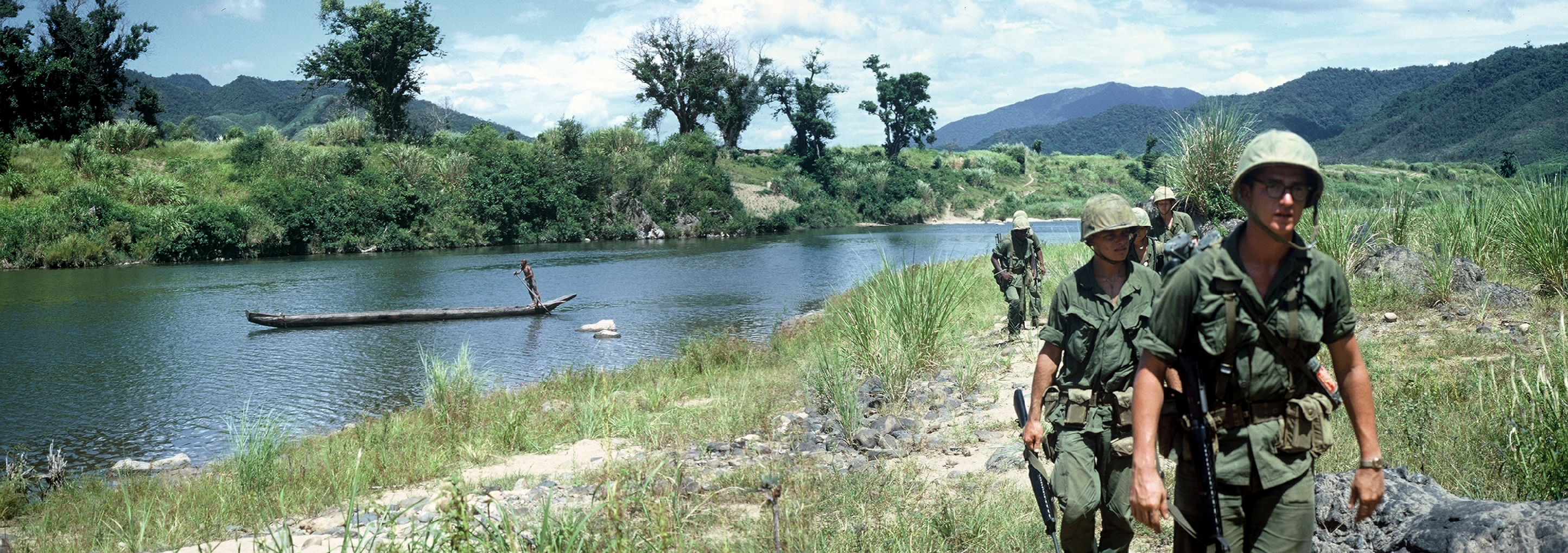
US Marines in Vietnam

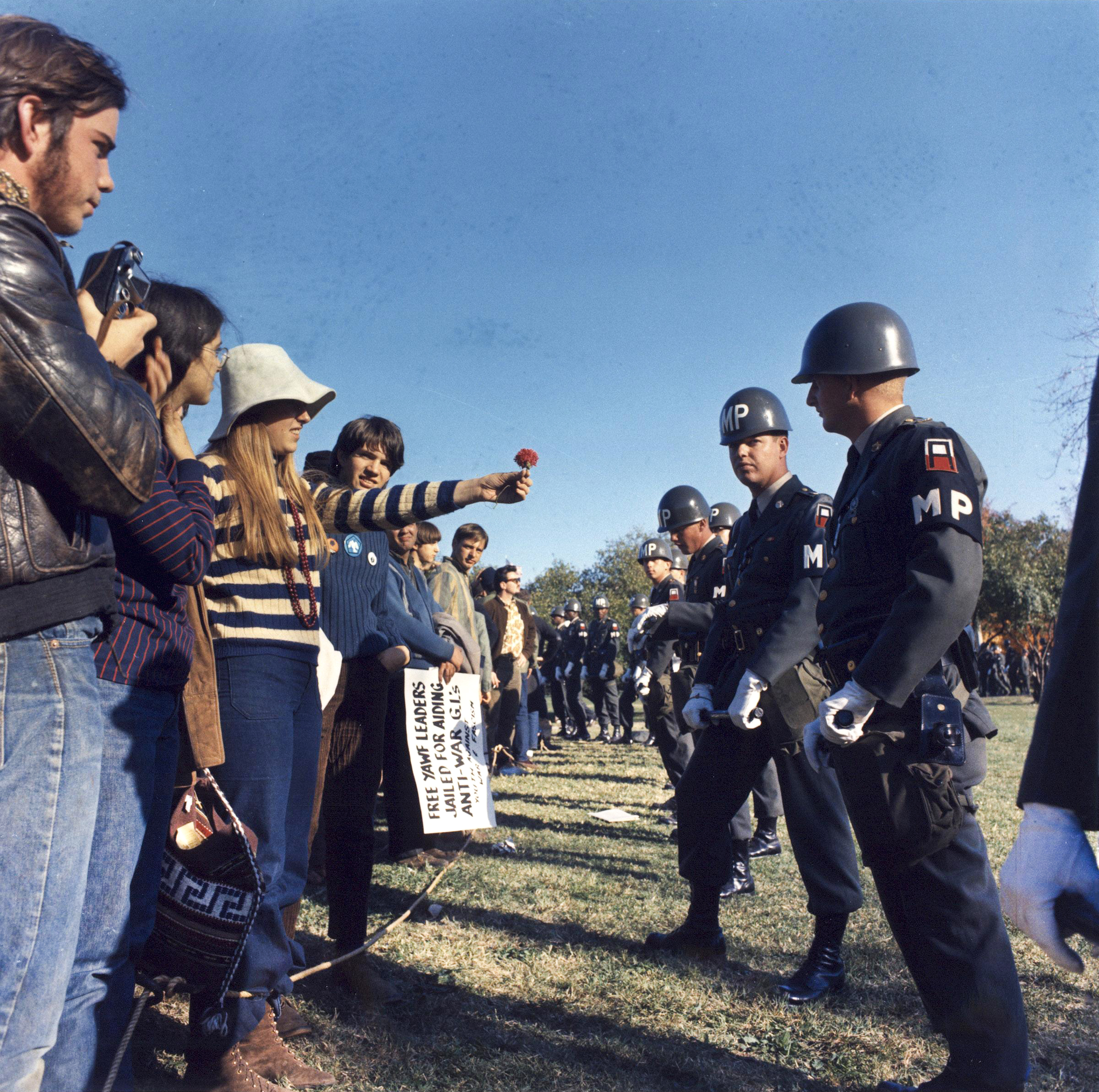
Demonstration in den USA gegen den Krieg

Der US-amerikanische Evolutionspsychologe und Linguist Steven Pinker gibt psychologische und bevölkerungsbiologische Erklärungen für das Phänomen der „Baby-Boomer“, wie die Umbruchbewegungen um 1960 im Englischen genannt werden. Pinker selbst nennt das Phänomen „Entzivilisation in den 1960er Jahren“, weil die politisch-gesellschaftlichen Umwälzungen in den westlichen Ländern erhebliche aggressive Begleiterscheinungen hatten, die es in den zwei Jahrzehnten zuvor nicht gab, wie einen massiven Anstieg der Morde und Terrorismus. Er führt an, dass wegen der vielen jungen Männer in der Bevölkerung, die infolge der hohen Geburtenrate (dem sogenannten „Baby-Boom“) nach dem Zweiten Weltkrieg vorhanden waren, ein Gewaltanstieg in Gesellschaften assoziiert wurde. Darüber hinaus war der Anteil junger Menschen gegenüber der Eltern- und Großelterngeneration relativ gesehen erheblich höher als je zuvor, so dass es für die Älteren schwieriger war, die erreichten zivilisatorischen Normen an die zahlreichen Kinder und Enkel weiterzugeben (James Q. Wilson). Die junge Generation in den 1960ern war durch die Entstehung einer selbständigen Jugendkultur (Musik, Kleidung) und durch Vermittlung neuer elektronischer Medien stärker horizontal vernetzt und war daher in der Lage, sich eher an (auch weit entfernten) Gleichaltrigen statt an den Älteren zu orientieren. Ein zusätzliches Phänomen der 1960er Jugend ist ein nie zuvor gekannter Massenwohlstand, damit einhergehend eine erheblich höhere Bildungsrate und somit ein sozialer Aufstieg breiter Bevölkerungsschichten. Nach der Theorie der Maslowschen Bedürfnispyramide motiviert dies verstärkt zur Selbstverwirklichung und Befriedigung individueller Bedürfnisse gegenüber tradierten gesellschaftlichen Normen.
Am 28. August 1963 erreichte die Bürgerrechtsbewegung der Afroamerikaner ihren Höhepunkt, als mehr als 250.000 Menschen, die sich in Washington D.C. vor dem Lincoln Memorial versammelten, Kings Rede „Ich habe einen Traum“ zuhörten. Unter ihnen waren etwa 60.000 Weiße. Am 2. Juli 1964 verabschiedete der Kongress der Vereinigten Staaten Gesetze gegen die politische, soziale und rechtliche Diskriminierung. 1964 erhielt King den Friedensnobelpreis. Am 4. April 1968 wurde er erschossen, was schwere Rassenunruhen auslöste. Die Studentenbewegungen in den USA orientierten sich teilweise an der Black Panther Party und deren identitärer Politik.
Seit dem Tonkin-Zwischenfall im August 1964 befanden sich die Vereinigten Staaten im Krieg mit Nordvietnam. Auf Seiten der USA kämpften vor allem Wehrpflichtige. Dies führte in der US-amerikanischen Bevölkerung zu Kritik und Widerstand. Zwischen 1965 und 1968 eskalierte der Krieg. Dabei setzten die USA Entlaubungsmittel, sogenanntes Agent Orange ein, wodurch die Bevölkerung enorme gesundheitliche Schäden erlitt. Dies trug maßgeblich zur Entstehung der 68er Bürgerrechtsbewegung bei. Am 15. April 1967 demonstrierten in New York City 300.000 Menschen gegen die amerikanischen Bombenangriffe auf Nordvietnam und forderten den sofortigen Abzug der US-Amerikaner aus Südvietnam. Im Oktober 1967 kam es in Washington D.C. zu großen Demonstrationen. Diese Proteste strahlten auf Paris, Amsterdam, Kopenhagen, Berlin und Tokio aus.
Aus der studentisch geprägten Antikriegsbewegung entstand die Hippiebewegung mit Aufrufen, wie „Make Love Not War“. Nach der Tet-Offensive durch die Nationale Front für die Befreiung Südvietnams waren die Menschen in den USA bestürzt über das Ausmaß des Krieges. Im Wahlkampf um das Präsidentenamt 1968 behinderte Richard Nixon erfolgreich die laufenden Friedensverhandlungen, um zu verhindern, dass es vor den Wahlen zu einem Frieden zwischen den USA und Vietnam kam. Ende Oktober 1968 war Hanoi zu erheblichen Zugeständnissen bereit, die Präsident Lyndon B. Johnson die Handhabe für eine vollständige Einstellung der Bombardierungen von Nordvietnam gegeben hätte. Nixon befürchtete negative Folgen für seine eigene Wahlkampagne und empfahl der südvietnamesischen Regierung über Anna Chennault als Mittelsfrau, sich von den Friedensverhandlungen zurückzuziehen, die Vereinbarung mit Johnson abzulehnen und stattdessen auf einen erheblich vorteilhafteren mit einem künftigen Präsidenten Nixon zu setzen. Obwohl Johnson Kenntnis von dieser Sabotage der Friedensgespräche hatte und Nixons Verhalten als Landesverrat betrachtete, ging er damit nicht an die Öffentlichkeit, weil er befürchtete, das Abhören der Telefonate der südvietnamesischen Botschaft durch das FBI zu enttarnen. Diese Erkenntnisse gehen auf Recherchen von Charles Wheeler, ehemaligem Washington-Korrespondent von BBC, im Jahre 1994 zurück.
1968 demonstrierten in den USA zahlreiche Menschen gegen den Vietnamkrieg.

### Mexiko
In Mexiko richteten sich die Studentenproteste, mit denen sich weite Teile der Bevölkerung solidarisierten, gegen die seit 1929 allein regierende Partei der Institutionalisierten Revolution (PRI). Ausschlaggebend war die große soziale Ungleichheit im Lande. Man forderte die Freilassung politischer Gefangener und einen öffentlichen Dialog mit dem Präsidenten.
Die PRI schuf ein politisches Gebilde, das große Teile der erwerbsfähigen Bevölkerung formell beschäftigte. Als Arbeitgeber fungierten Gewerkschaften, Bauernorganisationen und städtische Institutionen. Soziale Leistungen von oben wurden mit politischer Loyalität von unten bezahlt. Die PRI integrierte systematisch soziale Interessen. Sie wirkte wie eine Brücke zwischen den lokalen Machtblöcken. „Lange Zeit wurde in ihren Reihen und in Symbiose mit dem jeweiligen Präsidenten die Machtbalance zwischen einer das Land modernisierenden metropolitanen Koalition (Unternehmer, städtische Arbeitnehmer und technokratische Politiker) und peripheren Machtcliquen (Caudillos und Caciquen) erfolgreich ausgehandelt“.
Ab 1940 prosperierte die Wirtschaft. Industrialisierung und moderne Elemente eines Sozialstaats prägten das Land. Zu dieser Zeit entstand eine wohlhabende urbane Mittelschicht. Aber die soziale und ökonomische Ungleichheit verschärfte sich, besonders auf dem Land. Bei größeren Konflikten ging es um regionale Landkämpfe. 1958/59 wurde ein Streik der Eisenbahner gewaltsam aufgelöst. Die Behörden verhafteten 6000 Demonstranten. Trotzdem wurde das politische System erst in den 1960er Jahren hinterfragt.
Ab 1959 verzeichnete die mexikanische Volkswirtschaft hohe Zuwachsraten. Diese Entwicklung versprach soziale und ökonomische Stabilität. Bei der Übernahme der Regierung durch Gustavo Díaz Ordaz im Dezember 1964 deutete nur wenig auf die vor ihm liegenden schweren Konflikte hin. Es gab eine allgemeine Unzufriedenheit, die aus der wachsenden sozialen Ungleichheit resultierte. Auch die urbane Mittelschicht ließ sich nicht mehr ohne weiteres in die kooptativen Institutionen der PRI einbinden.

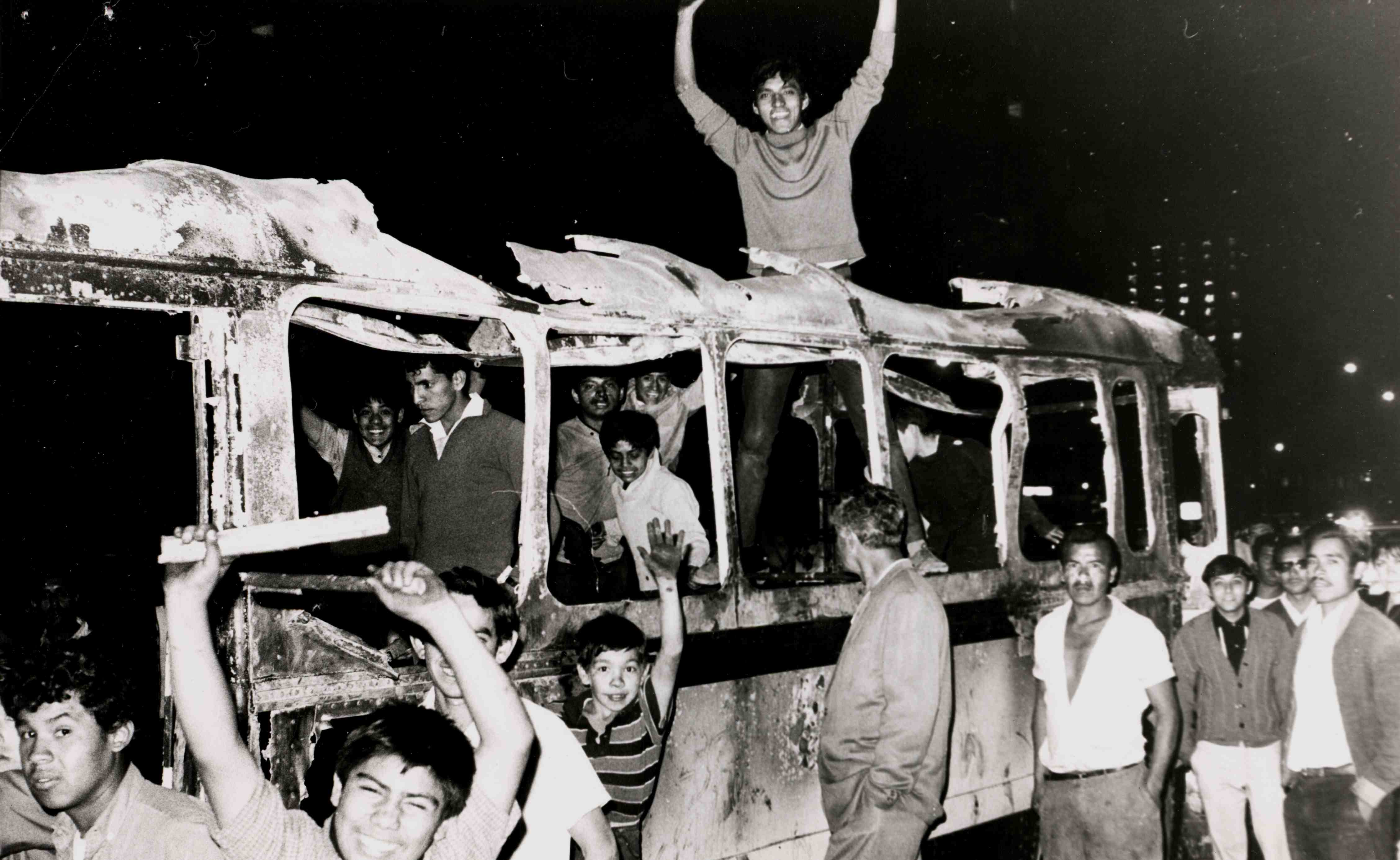
28. Juli 1968: Mexikanische Studenten in einem ausgebrannten Bus. Marcel·lí Perelló

Die Studentenbewegung begann am fünfzehnten Jahrestag des Sturzes des kubanischen Diktators Fulgencio Batista, am 26. Juli 1968. Die Studierenden demonstrierten wie in jedem Jahr für Kuba, wurden diesmal jedoch von den staatlichen Sicherheitsbehörden brutal niedergeschlagen. Im August 1968 begannen die Studenten der UNAM (Universidad Nacional Autónoma de México), der größten Universität Lateinamerikas, damit, gegen die Herrschaft der allein regierenden PRI zu rebellieren. An dem legendären „Schweigemarsch“ Mitte September 1968 beteiligte sich eine halbe Million Menschen. Lehrer, Eltern und Arbeiter solidarisierten sich mit den Protesten. Die Proteste waren zu keinem Zeitpunkt auf universitäre Themen beschränkt. Es war eine Studentenbewegung ohne studentische Forderungen. Verlangt wurden die Freilassung politischer Gefangener und ein öffentlicher Dialog mit dem Präsidenten.
Zehn Tage vor dem Beginn der Olympischen Spiele in Mexiko versammelten sich auf dem Platz der Drei Kulturen in Mexiko-Stadt etwa 10.000 Menschen, um auf eine Ansprache des Studentenführers Campos Lemus zu warten. Die Stimmung war nervös, nachdem Präsident Ordaz seit Wochen protestierende Jugendliche hatte niederknüppeln lassen. Als der Studentenführer ans Mikrofon trat, eröffneten Soldaten das Feuer auf die Menge. Am Ende waren Hunderte Menschen tot. Durch das Massaker von Tlatelolco am 2. Oktober 1968 wurden die Studentenproteste niedergeschlagen. Das Museum Memorial del 68 erinnert an diese Tragödie.

## Asien

### Japan
In Japan hatte der Studentenverband Zengakuren seit 1959 gegen den Sicherheitsvertrag mit der US-Armee und deren Stützpunkte in Japan und gegen Premierminister Kishi Nobusuke, einen ehemaligen Kriegsverbrecher, protestiert. Kurz vor der Vertragsunterzeichnung am 22. Juni 1960 hatten Demonstranten das Parlamentsgebäude gestürmt und US-Präsident Dwight D. Eisenhower zur Absage seines geplanten Staatsbesuchs in Japan bewogen.
1965 begannen Zengakuren und japanische Gewerkschaften mit Protesten gegen den Vietnamkrieg, den die USA auch von Japan aus führten. Hinzu kamen das sozialistische Antikriegskomitee Hansen Seinen Iinkai und der basisdemokratische Bürgerverband Beheiren. Beide standen den Students for a Democratic Society in den USA nahe, deren Präsident Carl Oglesby beim ersten Teach in in Tokio am 15. August 1965 redete. Sie beriefen sich bei ihren Protesten gegen die US-Kriegspolitik auf liberale amerikanische Werte. Im Herbst 1967 wurde bei Zusammenstößen militanter Teile der Zengakuren mit der Polizei ein Student getötet. Daraufhin radikalisierte sich die japanische Antikriegsbewegung. Am 11. November 1967 verbrannte sich ein Kriegsgegner vor der Residenz des Premierministers Satō Eisaku. Am 12. November störten Demonstranten dessen Abflug in die USA. Im Januar 1968 löste die Ankunft des US-Flugzeugträgers Enterprise in der Hafenstadt Sasebo tagelange Unruhen in ganz Japan aus. Allein in Tokio demonstrierten Zehntausende und blockierten das Außenministerium mit einem Sitzstreik. Die Nachricht davon beeinflusste auch die Antikriegsproteste in Westeuropa. Durch Verhandlungen Japans mit den USA über den Sicherheitsvertrag und die Rückgabe der Insel Okinawa Hontō befeuert, wuchsen die Proteste 1969 ständig an und erreichten am 23. Juni 1970 ihren Höhepunkt: Etwa 750.000 Menschen demonstrierten gegen die von US-Präsident Richard Nixon befohlene Ausweitung der US-Bombardierungen auf Kambodscha.
Die Proteste richteten sich auch gegen das stark leistungsorientierte, verschulte und autoritäre Erziehungs- und Bildungssystem Japans. Im Januar 1965 kam es an der Keiō-Universität erstmals zu einem zweiwöchigen Vorlesungs- und Seminarstreik gegen höhere Studiengebühren. Zentrum der Studentenproteste war die Waseda-Universität; Träger waren meist ideologisch nicht festgelegte linke Kampfkomitees (Zenkyoto). Sie erreichten auch unorganisierte Studenten und Jugendliche. Bis 1969 weiteten sich die Proteste auf 200 Hochschulen und Gymnasien Japans aus. An der Universität Tokio traten im Februar 1968 nach einem unverhältnismäßigen Polizeieinsatz rund 10.000 Studenten (zwei Drittel der Gesamtzahl) in einen unbefristeten Streik und gründeten ein Kampfkomitee. Im Oktober 1968 wurde die gesamte Universität bestreikt, bis deren Präsident zurücktrat. Nachdem die Polizei im Januar 1969 mit massivem Aufgebot in tagelanger Schlacht einen besetzten Hörsaal geräumt hatte, flauten die Proteste allmählich ab. Die Mitglieder der im September 1969 gegründeten linken Terrorgruppe Sekugunha wurden bis 1971 verhaftet, von Konkurrenten ermordet oder flohen ins Ausland. Bis 1975 hielten Flügelkämpfe unter den traditionalistischen (Yoyogi) und neuen Linken (Anti-Yoyogi) an. Sie wurden teils gewaltsam ausgetragen und sollen insgesamt 44 Tote gefordert haben.

## Westeuropa

### Bundesrepublik Deutschland

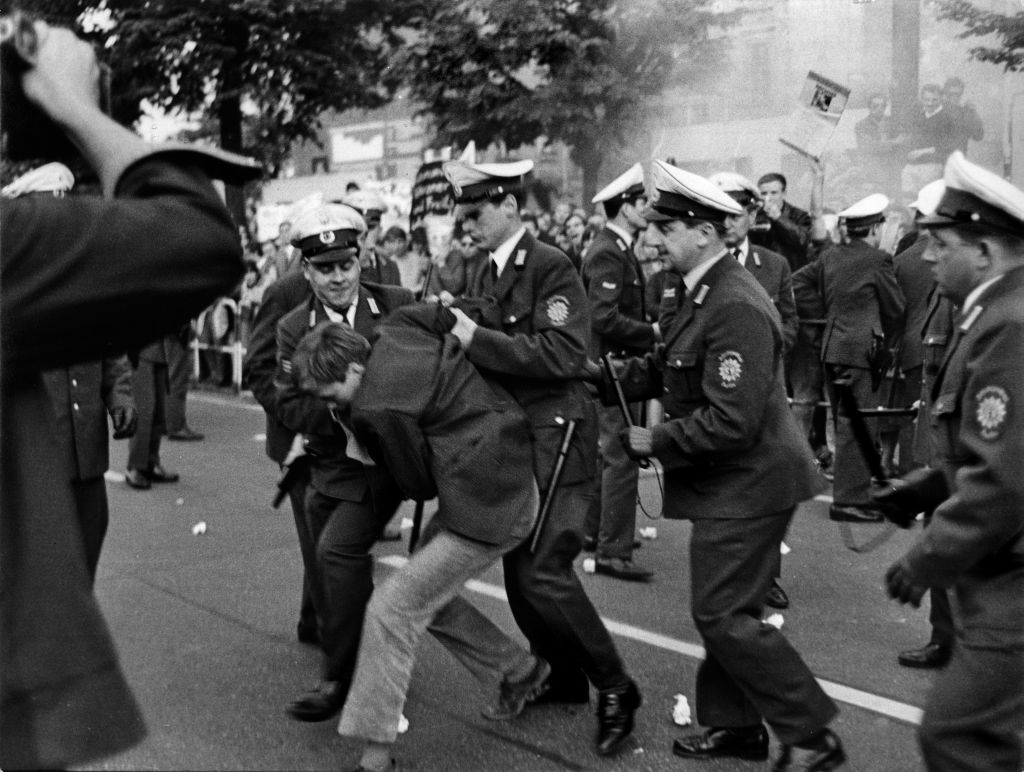
Studentenrevolte in West-Berlin

Die westdeutsche Studentenbewegung der 1960er Jahre war eine linksgerichtete gesellschaftskritische politische Bewegung, die parallel zu anderen Studentenprotesten in den USA und Westeuropa entstand. Sie strebte eine umfassende Demokratisierung der bundesdeutschen Gesellschaft als Beitrag zur Emanzipation aller Menschen von kapitalistischer Ausbeutung, Unterdrückung und Entfremdung mit antiautoritären Mitteln an und bezog sich dabei auf den Neomarxismus der Frankfurter Schule und Neuen Linken, die sich von den herkömmlichen Politikkonzepten der Sozialdemokratie und des Realsozialismus abgrenzten. Wesentliche Teilziele waren eine effektive außerparlamentarische Opposition gegen die Große Koalition von 1966, der Kampf gegen deutsche Notstandsgesetze, den Vietnamkrieg, den Einfluss des Axel-Springer-Verlags, die „Entfaschisierung“ der Polizei nach der Erschießung des Studenten Benno Ohnesorg bei der Demonstration am 2. Juni 1967 in West-Berlin und eine tiefgreifende Hochschul- und Bildungsreform. Sie forderte eine vollständige Entnazifizierung der deutschen Gesellschaft und einen konsequenten Antifaschismus. Weil wichtige Ereignisse wie Ohnesorgs Tod, die eine ganze Generation nachhaltig prägten, bereits 1967 stattfanden, plädiert der Historiker Norbert Frei dafür, „von ‚67ern‘ als von ‚68ern‘ zu sprechen.“
Mit dem Attentat auf den Wortführer der Bewegung Rudi Dutschke am 11. April 1968 begann ihre Radikalisierung, aus der die unterschiedlichen autoritär-zentralistischen K-Gruppen und auch linksterroristische Gruppen (Bewegung 2. Juni, Rote Armee Fraktion) hervorgingen.

### Frankreich
Im Unterschied zu anderen Ländern stand in Frankreich auch die Arbeiterbewegung im Vordergrund. Ihre Forderungen waren auf bessere Entlohnung, kürzere Arbeitszeiten und auf eine angemessene Vertretung durch Betriebsräte gerichtet. Das starke hierarchische Gefälle in den Betrieben sollte abgebaut werden, ebenso die autoritären Beziehungen.
Am Ende des Zweiten Weltkriegs war die Parti communiste français (PCF) stärkste Partei. In der Zeit nach dem Krieg waren die französischen Arbeiter vorwiegend in der PCF organisiert. Anschließend zersplitterte die französische Linke, es entstand die Parti Socialiste (PS). Gleichwohl waren die kommunistischen Parteien, die in der Resistance gegen den Faschismus kämpften, wichtige Elemente der Demokratie. Die politische Rechte war ebenso stark, weil es dem späteren Präsidenten Charles de Gaulle gelang, die Resistance für sich zu gewinnen. Die 1958 unter de Gaulle gegründete Fünfte Französische Republik profitierte von einem starken wirtschaftlichen Aufschwung. Diese Konjunktur veränderte die soziale Struktur der französischen Gesellschaft. Viele Bauern zog es in die Städte. Dort erweiterten sie „gemeinsam mit Immigranten die Arbeiterklasse um eine junge, militante und von der Bürokratie der Gewerkschaft schwer zu kontrollierende Schicht“.
Zu Beginn der 1960er Jahre waren die Arbeiter in ihren Betrieben nicht angemessen repräsentiert. Wegen der politischen Zentralisierung gab es vor Ort keine regulären Betriebsräte. Dadurch entstanden in den Unternehmen autoritäre Strukturen. Die Arbeiter waren mit den Bedingungen, unter denen sie arbeiteten, unzufrieden. Als 1967 die Auswirkungen der ökonomischen Rezession spürbar wurden, radikalisierten sie sich.
Die Pariser Demonstrationen gingen von der Universität Paris-Nanterre aus. Nach einer Aktion gegen den Krieg in Vietnam gründeten Angehörige der Hochschule die Bewegung des 22. März. Zu den führenden Köpfen gehörte Daniel Cohn-Bendit. Nach dem Attentat auf den deutschen Studentenführer Rudi Dutschke bekundeten viele Menschen ihre Solidarität. Als in Paris die Polizei Demonstrationen gewaltsam beendete, protestierten in der Provinz zahlreiche Bürger. Frankreich erlebte in der Nacht vom 10. auf den 11. Mai 1968 eine der gewaltsamsten Auseinandersetzungen seit dem Ende des Zweiten Weltkriegs. Am 13. Mai demonstrierten im ganzen Land Hunderttausende.
Jetzt ging es nicht mehr um die Forderungen der Studenten, sondern um Lohnerhöhungen und um die Einführung der 40-Stunden-Woche. Frankreichs Arbeiter verlangten eine Regierung des Volkes. 10 Millionen Werktätige waren im Warnstreik, drei Wochen lang besetzten sie ihre Fabriken. Die Arbeiter übernahmen von den Studenten deren Formen des Protests und politische Inhalte. Ihre Forderungen richteten sich gegen die Hierarchien in den Betrieben, die sich in einem großen Lohngefälle ausdrückten.
Nach der gleichzeitigen Drohung de Gaulles mit dem Ausnahmezustand und der Ankündigung von Wahlen kam es zu einer starken Pro-de-Gaulle-Kundgebung auf den Champs Elysées. Ende Juni 1968 ebbten Streiks und Fabrikbesetzungen ab. Anschließend wurde die Frage gestellt, ob es sich tatsächlich um eine soziale Bewegung gehandelt habe oder eher um eine „Spaßveranstaltung“.

### Großbritannien
In Großbritannien hatte sich 1958 mit der Campaign for Nuclear Disarmament (CND) eine außerparlamentarische Protestbewegung gegen die atomare Hochrüstung der NATO gebildet, die auch antimilitaristische Proteste in Australien, Neuseeland und Kanada beeinflusste. Sie verlor durch die Kubakrise erheblich an Gewicht. Um die 1960 gegründete Londoner Zeitschrift New Left Review entstand eine intellektuelle Neue Linke. Diese bereitete den Wahlerfolg der Labour Party 1966 mit vor, lehnte aber die Politik von Premierminister Harold Wilson gegenüber dem Apartheid-Regime in Rhodesien, seine restriktive Einwanderungspolitik und höhere Hochschulgebühren für ausländische Studenten als diskriminierend und rassistisch ab.
Gegen die Wahl eines weißen Rhodesiers zum Direktor der London School of Economics (LSE) und Disziplinarmaßnahmen gegen deren Studentensprecher streikten ab Herbst 1966 mehr als die Hälfte aller Studenten der LSE. Im März 1967 besetzten sie die LSE neun Tage lang. Im Juli 1967 veranstalteten linke Studenten in London einen zweiwöchigen Kongress mit bekannten Vietnamkriegsgegnern der USA wie Herbert Marcuse, Stokely Carmichael und Paul Sweezy. Bei der Vorbereitung halfen auch Mitglieder des westdeutschen SDS. Der Kongress forderte eine Zusammenarbeit mit revolutionären Befreiungsbewegungen der „Dritten Welt“. Im Juni 1968 gründete sich mit Hilfe von Daniel Cohn-Bendit (eines führenden Teilnehmers der Pariser Studentenproteste) die Revolutionary Socialist Students Federation (RSSF). Die ebenfalls neu gegründete Vietnam Solidarity Campaign (VSC) organisierte bis Oktober 1968 mehrere Antikriegsdemonstrationen in London mit zuletzt rund 100.000 Teilnehmern. Sie blieben weitgehend gewaltfrei, unter anderem weil die LSE-Direktion die Besetzung von Universitätsräumen zum Schutz von Demonstranten zuließ. Im Januar 1969 unterband eine neue LSE-Verwaltung eine weitere Besetzung, exmatrikulierte und entließ Beteiligte. Bis dahin verebbten die Studentenproteste an britischen Hochschulen.
Obwohl die 68er-Bewegung in Großbritannien kleiner blieb als anderswo, hatte sie erhebliche globale Einflüsse auf Kunst, Mode, Pop- und Rockmusik. Als Auftakt einer westlichen Gegenkultur gilt das Beat-Poetry-Festival im Juni 1965 in der Royal Albert Hall.

### Italien
Die wirtschaftliche Spaltung zwischen Nord- und Süditalien beziehungsweise zwischen einheimischer Bevölkerung und Arbeitsimmigranten in Norditalien sowie ein in der Nachkriegszeit noch viele Jahre von faschistischer Ideologie geprägtes Bildungssystem waren wichtige Themen der 68er-Bewegung in Italien. Ebenso der „verratene Widerstand“ der Resistenza, die nach Kriegsende keine Revolution wollte. In Südtirol stand die Neue Linke im Mittelpunkt.
Die konservative Democrazia Cristiana regierte das Land seit 1948. Ihr stand mit der Partito Comunista Italiano (PCI) die stärkste kommunistische Partei Westeuropas gegenüber. Bis Anfang der 1960er Jahre gelang es, die PCI systematisch von der Macht fernzuhalten. Ökonomisch betrachtet entwickelte Italien sich nach dem Ende des Zweiten Weltkriegs vom Agrar- zum Industrieland. Die Migration von Arbeitern aus Süditalien in den Norden ließ dort anonyme Trabantenstädte entstehen. Das aufkommende Unbehagen in Kreisen der Bevölkerung, die vom wirtschaftlichen Aufschwung ausgeschlossen waren, fing der Staat nicht durch sozialpolitische Maßnahmen auf. Das italienische Wirtschaftswunder der 1950er Jahre verlief gespalten.
Außerdem war das Bildungssystem zu reformieren. Die Lehrinhalte an den Universitäten waren noch faschistisch geprägt.
Für Italiens Intellektuelle ging es um die Fortsetzung der Resistenza von 1940. Es ging um die Frage, warum die Widerstandskämpfer keine Revolution wagten. Diese Idee des „verratenen Widerstands“, den die PCI nach 1945 nicht weitergeführt hatte, spielte 1968 eine große Rolle.
1960 demonstrierten in Genua Hafenarbeiter, frühere Widerstandskämpfer, Studenten und Jugendliche gegen einen Kongress des neofaschistischen Movimento Sociale Italiano. Das harte Eingreifen der Polizei löste landesweit eine Welle des Protests aus.
Junge Wissenschaftler entwickelten ihre Vorstellung von einer marxistischen Gesellschaftstheorie namens Operaismus. In dieser Theorie gibt es eine Gesellschaft ohne Parteien und ohne hierarchische Strukturen. Sie inspirierte die Proteste an den Universitäten und in den Betrieben. Im Herbst 1968 erreichten die Demonstrationen ihren Höhepunkt. Arbeiter und Studenten protestierten solidarisch.
Nachdem die Democrazia Cristiana jahrelang allein regierte, beteiligten sich 1962/63 die Sozialisten an der Führung des Staates. Sie wollten die Kommunisten isolieren. Die in dieser Konstellation beschlossenen Reformen des Schul- und Universitätswesens weckten übertriebene Hoffnungen und beschleunigten die 68er-Bewegung. Historiker sprechen von einem Scheitern dieses Mitte-Links-Experiments. Sie betrachten es als wichtigen Ausgangspunkt für Italiens 1968.
Ende der 1960er Jahre plädierte der prominente Verleger Giangiacomo Feltrinelli für die Abschaffung des Kapitalismus. Er hatte zu den extremistischen Gruppen Lotta Continua, Potere Operaio, il Manifesto und zu den Roten Brigaden Kontakt. Weil er einen Staatsstreich von rechts befürchtete, gründete er seine eigene Gruppe, die Gruppo d’Azione Partigiana (GAP). Die GAP sollte, wenn nötig, gewaltsame Mittel nutzen, um ihre politischen Ziele zu verwirklichen.
In Italien gibt es hauptsächlich drei Interpretationen der 68er Ereignisse:
1. Sie sind ein Aufstand von Studenten aus kleinbürgerlichen Verhältnissen gegen die Globalisierung.
2. Ein zweiter Deutungsversuch würdigt den sozio-kulturellen Wandel, den die 68er-Bewegung ausgelöst hat, ohne politische Konsequenzen zu erkennen.
3. Der dritte Versuch einer Interpretation betrachtet den katholischen Dissens, die Meinungsverschiedenheiten unter Marxisten und nimmt den Blickwinkel des avantgardistischen Kinos ein.

Historiker betrachten die 68er in Italien als traumatischen Bruch zwischen Studenten und dem Bildungssystem. Die junge Generation sei von den staatlichen Institutionen enttäuscht worden.

### Niederlande
Im Mai 1965 entstand in Amsterdam die Gruppe der Provos. Sie standen in der Tradition des Anarchismus und Surrealismus, wollten die Autonomie des Individuums fördern und Vereinnahmungsstrategien des modernen Kapitalismus durch fantasievolle, satirische und effektive Provokationen unterlaufen. Einige Vertreter waren schon in der Anti-Atomwaffen-Bewegung Ban de Bom der 1950er Jahre aktiv gewesen. Der Happening-Künstler Robert Jasper Grootveld prangerte die Versklavung des Menschen im Konsumismus an, etwa 1964 mit dem wöchentlichen Ritual des Anti-Rauch-Magiers um ein von einem Zigarettenhersteller gestiftetes Amsterdamer Standbild. Mit Weißen Plänen schlugen die Provos konkrete Verbesserungen im Alltagsleben vor, etwa kostenlose Fahrradverleihstationen für Amsterdams Innenstadt, das Besetzen und Umwandeln leerstehender oder abrissbedrohter Gebäude, Sexualaufklärung und -beratung sowie Neueinkleidung und Umerziehung der Amsterdamer Polizei. Damit reagierten sie auf den gewaltsamen Polizeieinsatz am 10. März 1966 gegen Störversuche mit Rauchbomben bei der Hochzeitsprozession von Prinzessin Beatrix und Claus von Amsberg. Danach nahm die Teilnahme an Provo-Aktionen rasch ab, so dass die Gruppe sich im Mai 1967 auflöste.
Die 1963 gegründete Studentenvakbeweging (SVB) versuchte, studentische Probleme wie fehlende Wohnungen und Stipendien, überfüllte Hörsäle usw. pragmatisch zu lösen. Später übernahm die SVB die Ideen der Kritischen Universität und der Räteuniversität vom Westberliner SDS, aber keine allgemeinpolitischen Ziele. Der Protest gegen den Vietnamkrieg blieb gering. Auf die Besetzung der Universität Tilburg und eines Gebäudes der Universiteit van Amsterdam im Mai 1969 hin beschloss die christlich-liberale Regierungskoalition 1970 eine relativ weitgehende Universitätsreform, die Studenten an allen Hochschulen des Landes mehr Mitbestimmung ermöglichte und die Leitungsgremien enthierarchisierte.
1969 entstand die Amsterdamer Kabouterbewegung. Auch sie setzte auf antiautoritäre und dezentrale Organisations- und Aktionsformen. Ihre Mitglieder bauten Kinderspielplätze auf brachliegenden Grundstücken, verschönerten Gebäude mit Blumenkästen und besetzten leerstehende Häuser. Im Februar 1970 erklärten sie den Oranje-Freistaat, im Juni 1970 gewannen sie fünf Sitze im Amsterdamer Gemeinderat. Provos und Kabouters waren im Milieu einer Gegenkultur verankert, gewaltfrei und wurden von den Behörden weitgehend toleriert. In den Niederlanden entstand demgemäß keine linksterroristische Gruppe.

### Österreich
In Österreich gab es den Wiener Aktionismus mit der Aktion Kunst und Revolution; außerdem die Arena 1976 und das WUK 1981, erstere als Nachfolgerin der Arena 1970 im Rahmen der Wiener Festwochen.

### Schweiz
Erste Ereignisse in der Schweiz waren die Besetzung des Lehrerseminars in Locarno im März 1968, die Demonstration für ein autonomes Jugendzentrum in Zürich am 13. Juni 1968 und der sogenannte „Globuskrawall“ in Zürich am 29. Juni 1968, der als Initialzündung der Bewegung in der Schweiz gilt.
Die Schweizer 68er-Bewegung entstand aus einer nonkonformistischen Grundstimmung und richtete sich gegen autoritäre und fremdenfeindliche Gesellschaftsstrukturen sowie die konservativen Werte der 1950er Jahre. Die Aktivistinnen und Aktivisten setzten sich für mehr individuelle Freiräume, politische und gesellschaftliche Mitbestimmung, Mieterschutz und Verbesserungen im Lehrlingswesen ein. Auch Umweltthemen gewannen auf lokaler Ebene an Bedeutung. An den Universitäten forderten die Studierenden mehr Demokratie und Mitsprache.
Aus der Studentenbewegung gingen trotzkistische und marxistisch-leninistische Gruppierungen hervor, darunter die Progressiven Organisationen der Schweiz (POCH), die ihren Ursprung an der Universität Basel hatte. Die POCH vertrat ein pluralistisches und ökologisches Programm, verbunden mit einer feministischen Ausrichtung und einem bunten Politikstil.
Eine Besonderheit der Bewegung in der Schweiz war ihre soziale Durchmischung. Nur ein Zwölftel der beim Globuskrawall Verhafteten waren Studierende. Auch in ländlichen Regionen gab es Aktivitäten, so erschien im Kanton Uri ab 1973 die linksrebellische Zeitschrift „Alternative“. In Bern entstand eine Hippie-Szene rund um den Mythenforscher und Publizisten Sergius Golowin und die Rockband Rumpelstilz von Polo Hofer. 
Die radikale Infragestellung althergebrachter Überzeugungen durch die 68er eröffnete den Frauen in der Schweiz neue Denk- und Handlungsmöglichkeiten. Im Zuge der 68er-Bewegung stellten die jungen Frauen jedoch fest, dass sich ihre Rolle kaum verändert hatte, was zur Gründung unabhängiger feministischer Gruppen führte. Sie kritisierten das Machogehabe mancher 68er-Männer und forderten eine stärkere Berücksichtigung von Geschlechterfragen. Die Frauenbewegung griff Themen wie weibliche Homosexualität auf, die in der 68er-Bewegung kaum Beachtung gefunden hatten. Die Legalisierung des Schwangerschaftsabbruchs war eine der zentralen Forderungen der neuen Frauenbewegung ab 1968 und wurde als wesentlicher Aspekt weiblicher Selbstbestimmung angesehen. 
Die 68er-Bewegung hatte weitreichende Folgen für die Schweizer Gesellschaft. So kam es beispielsweise zu einem Paradigmenwechsel in der Sozialen Arbeit, der den Blick vom „problematischen Individuum“ auf die „kranke Gesellschaft“ lenkte und die Diskussion um das Frauenstimmrecht beförderte, das dann 1971 eingeführt wurde. Die kulturellen Veränderungen betrafen Musik, Film, Literatur und Mode und führten zu einem Wandel des Sexualverhaltens und des Drogenkonsums. Obwohl die Bewegung in der Schweiz weniger radikal verlief als anderswo, löste sie dennoch eine soziokulturelle Revolution aus, die das Land nachhaltig veränderte.

## Ostblock

### Tschechoslowakei
1946 kam die Kommunistische Partei der Tschechoslowakei (KSČ) aus eigener Kraft an die Regierung. Die Partei genoss wegen ihres aktiven Widerstands gegen die deutsche Besatzung unter Nichtkommunisten Anerkennung und übernahm im Februarumsturz von 1948 die ganze Macht im Staat. Sie versprach einen sozialistischen Weg, der den demokratischen Traditionen des Landes gerecht werden sollte. Aber nach Stalins Tod 1953 gab es innerhalb der Partei keine nennenswerten Kräfte, die eine Entstalinisierung unterstützt hätten. 1954 wurden slowakische Kommunisten wegen „bourgeoisem Nationalismus“ zu lebenslanger Haft verurteilt. Zwischen 1948 und 1954 soll es in der Tschechoslowakei bei einer Bevölkerung von 14 Millionen Menschen 150.000 politische Häftlinge gegeben haben. Vor allem Jugendliche und Intellektuelle protestierten gegen die fehlende Aufarbeitung des Stalinismus.

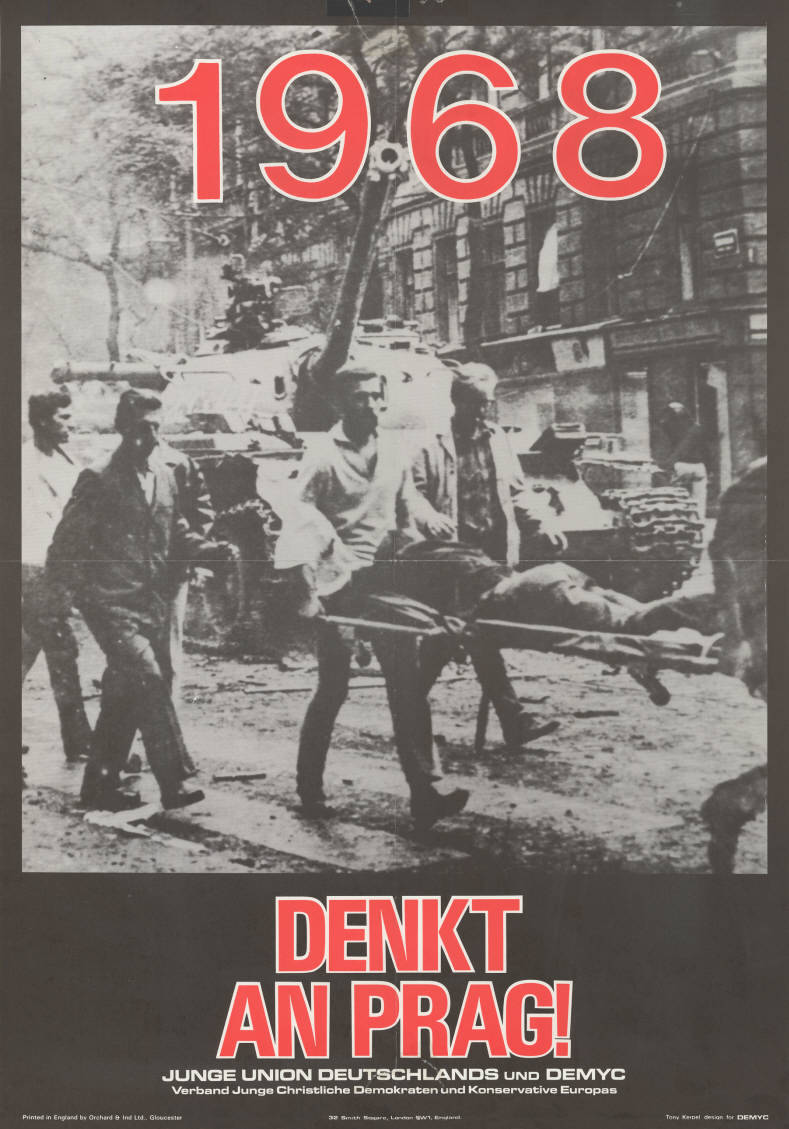
Archiv für christlich-demokratische Politik (ACDP). Tony Kerpel

1960 erhielt das Land eine neue Verfassung. Aus der Tschechoslowakischen Republik wurde die Tschechoslowakische Sozialistische Republik. Die neue Verfassung sollte den Sieg des Sozialismus verkünden. Die ideologischen Konsequenzen wirkten sich auf das reale Leben aus. Es gab jetzt weder Klassenkampf noch eine Diktatur des Proletariats. Staat und Partei wollten die Bedürfnisse der Bevölkerung erkennen und befriedigen. Allerdings wurde die kommunistische Partei von denselben Leuten geführt, die für das harte Vorgehen gegen Oppositionelle in den 1950er Jahren verantwortlich gewesen waren. Die vom 22. Parteitag der KPdSU im Oktober 1961 ausgehende Entstalinisierung geschah also halbherzig.
Die neue Verfassung reduzierte die ohnehin geringen Kompetenzen der slowakischen Staatsorgane. Dies verschärfte die slowakisch-tschechischen Konflikte. Der tschechoslowakische Regierungschef Antonín Novotný wurde für nationalbewusste Slowaken in der Zeit bis zu seiner Entmachtung 1968 zu einer Reizfigur.
Das größte politische Problem bestand darin, dass die Staatsführung rhetorisch Reformen zusicherte, obwohl sie stalinistische Strukturen konservierte. In der zweiten Hälfte der 1960er Jahre stand Novotnýs Macht auf tönernen Füßen. Dennoch wandte er sich gegen die seit 1964 von Wissenschaftlern geforderten Reformen des wirtschaftlichen und politischen Systems. Alexander Dubček stellte sich an die Spitze der Reformbewegung und wurde später zur Leitfigur des Prager Frühlings. In der osteuropäischen Region waren der Prager Frühling und seine Niederschlagung durch die Rote Armee der UdSSR Schlüsselereignisse, die auf Polen, Ungarn, Jugoslawien und Rumänien ausstrahlten. Im sowjetischen Machtbereich, dem Ostblock, fanden unter sehr verschiedenen Vorzeichen tiefgreifende gesellschaftliche Veränderungen statt.
Die nur halbherzige Entstalinisierung der Tschechoslowakei, der slowakisch-tschechische Konflikt, Liberalisierung und Demokratisierung, sowie vor allem wirtschaftliche Reformen waren die Hauptthemen des Prager Frühlings. Warschauer-Pakt-Truppen schlugen diesen Versuch eines „Sozialismus mit menschlichem Antlitz“ am 21. August 1968 gewaltsam nieder.
Innerhalb des sozialistischen Lagers wurde das Vorgehen besonders scharf von Nicolae Ceaușescu kritisiert, dem Generalsekretär der Rumänischen Kommunistischen Partei und Vorsitzenden des Staatsrates von Rumänien.

### Polen

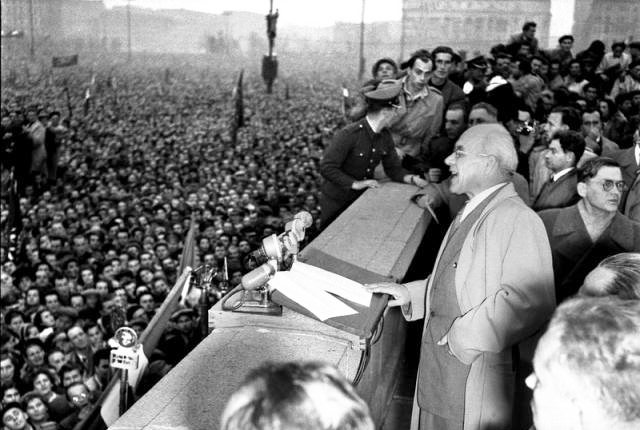
24. Oktober 1956: Gomulkas Rede.

In Polen hatte Władysław Gomułka nach dem polnischen Oktober 1956 den Vorsitz der PVAP erlangt und einige Reformen zur Entstalinisierung eingeleitet, diese aber schrittweise wieder zurückgenommen und die Erwartung eines demokratischen Sozialismus enttäuscht. Namhafte Intellektuelle veröffentlichten im März 1964 den Brief der 34 gegen Zensur und wirtschaftlichen Niedergang. Sie wurden einer staatlichen Hetzkampagne ausgesetzt. Der innerparteiliche Richtungskampf verstärkte sich: Die konservativen Dogmatiker um General Mieczysław Moczar, Chef der polnischen Sicherheitsbehörden, begannen eine antisemitische Kampagne gegen Polens Reformkommunisten, unter denen Menschen jüdischer Herkunft und frühere Stalinisten waren.
Am 30. Januar 1968 verboten die Behörden alle weiteren Aufführungen des Nationaldramas „Ahnenfeier“ von Adam Mickiewicz  in Warschau, weil es dabei zu antirussischen Beifallsbekundungen gekommen war. Vor dem Denkmal des Autors versammelten sich daraufhin protestierende Studenten unter Adam Michnik. Ihre Resolution an den Sejm unterschrieben 3000 Polen. Der Schriftstellerverband kritisierte die Kulturpolitik der Gomułka-Regierung öffentlich scharf als diktatorisch. Als Staatssicherheitsmitglieder dessen Sprecher Stefan Kisielewski zusammenschlugen, weiteten sich die Proteste auf die Hochschulen aus. Am 9. und 11. März 1968 demonstrierten zehntausende Warschauer Studenten für die Aufhebung der Zensur und gegen Gomułka, lobten die tschechoslowakischen Reformen und wehrten sich acht Stunden lang gegen einen gewaltsamen Polizeieinsatz. Spontane Proteste gab es in vielen polnischen Großstädten. Die Staatsmedien verschwiegen diese und stilisierten die schon inhaftierten Adam Michnik und Karol Modzelewski zu Rädelsführern. General Moczar leitete eine antisemitische Kampagne gegen „aufwieglerische Zionisten“ ein und ermöglichte Gomułka, Konkurrenten und Gegner unter dem Vorwand, sie seien „Zionisten“, aus dem Staatsapparat zu entfernen. Das Staatsorgan Trybuna Ludu forderte eine „vollständige Säuberung“ Polens von angeblichen Feinden des Sozialismus, „Nihilismus“ und „Kosmopolitismus“. Am 24. März 1968 protestierte erstmals die traditionell staatstreue katholische Kirche Polens gegen die Kampagne; damit begann eine Annäherung zwischen Klerus und polnischer Intelligenz, die in den 1980er Jahren zum Erfolg der Solidarność beitrug. Am 28. März 1968 forderten nochmals 3000 Menschen ein Ende der Zensur, freie Gewerkschaften und eine staatsunabhängige Jugendbewegung. Das Regime ließ daraufhin ganze Universitätsfakultäten schließen. Ein Siebtel aller polnischen Studenten musste sich neu immatrikulieren; 34 verloren ihren Studienplatz. Insgesamt wurden 2739 Personen verhaftet, 890 davon länger als einen Tag. Unter dem Druck der Regierung wanderten bis Sommer 1969 mehr als 11.000 polnische Juden, vor allem Künstler und Intellektuelle, aus Polen aus. Anhänger der PVAP übernahmen ihre Wohnungen und beruflichen Stellungen.

### DDR
In der DDR war seit dem niedergeschlagenen Aufstand vom 17. Juni 1953 und dem Bau der Berliner Mauer 1961 kein offener, politisch organisierter Widerstand gegen die SED-Diktatur möglich.
Gegen die 1962 eingeführte allgemeine Wehrpflicht ohne Möglichkeit einer Kriegsdienstverweigerung  kam es nur zu vereinzelten Protesten. Der als Kompromiss eingeführte Bausoldatendienst in der Nationalen Volksarmee wurde ein wichtiger Ausgangspunkt für spätere DDR-Oppositionsgruppen.
Das Protestpotential der Jugendkultur in der DDR zeigte sich in einer vielfältigen „Nischenkultur“, im Alltags- und Konsumverhalten. Die westliche Beat-, Pop- und Rockmusik wurde so populär, dass die Staatsführung zunächst mit Zugeständnissen reagierte. Beim Deutschlandtreffen der Jugend (Pfingsten 1964) durften rund 500.000 Besucher das eigens für die Beatmusik eingerichtete Radioprogramm DT64 hören. Die staatliche Schallplattenfirma Amiga brachte im Juni 1965 die erste Langspielplatte der Beatles in der DDR heraus. Im Oktober 1965 begann jedoch eine gelenkte Pressekampagne gegen „Gammler und ähnliche Elemente“. Der Rat der Stadt Leipzig zog eine Auftrittserlaubnis für rund 50 Amateurbands zum 31. Oktober 1965 kurzfristig zurück. Zwei Oberschüler riefen mit handgestempelten Flugblättern zum Protest dagegen auf. Die DDR-Staatssicherheit warnte die Schulleitungen vor einem bevorstehenden „Beataufstand“ und machte so den Protest erst publik. Rund 800 Fans fanden sich zur Leipziger Beatdemo ein. Ein enormes Polizeiaufgebot verprügelte sie, verhaftete 267 Jugendliche und zwang rund 100 davon zu Arbeitseinsätzen. Der „Beataufstand“ und die Krawalle in der West-Berliner Waldbühne beim Konzert der Rolling Stones am 15. September 1965 bewogen den Staatsratsvorsitzenden Walter Ulbricht zu einer Kehrtwende der Kulturpolitik. Im Dezember 1965 verbot das 11. Plenum des ZK der SED alle Importe westlicher Beatmusik, Auftritte westlicher Bands und deren Nachahmung in der DDR.
Seitdem wurde die tschechoslowakische Hauptstadt Prag ein beliebtes Reise- und Urlaubsziel vieler DDR-Bürger. Dort konnten sie westliche Filme, Musik, Medien und Bücher konsumieren und Westbesuchern begegnen. Seit dem Prager Frühling begann in der DDR-Intelligenz eine Debatte über analoge Chancen eines humanen Sozialismus in der DDR. Reformkommunistische Texte wurden ins Deutsche übersetzt und illegal verbreitet. Das Ministerium für Staatssicherheit registrierte eine „Demokratisierungswelle“ an der Humboldt-Universität zu Berlin: Deren Studenten fühlten sich durch die tschechischen, polnischen, westdeutschen und französischen Studentendemonstrationen zu Schildern und Plakaten ermutigt, um eine Fehler- und Reformdiskussion in der SED anzustoßen. Beobachtet wurde auch die Evangelische Studentengemeinde in Ostberlin, die tschechoslowakische Redner eingeladen hatte.
Seit Mai 1968 erlaubten die DDR-Behörden Reisen in die Tschechoslowakei nur noch mit Visum und begannen eine Propagandakampagne gegen die Kommunistische Partei der Tschechoslowakei (KSČ). Daraufhin reisten große Mengen von DDR-Bürgern, Studenten, Lehrlingen und Arbeitern im folgenden Sommer nach Prag. Nach dem Einmarsch der sowjetischen Truppen in die Tschechoslowakei protestierten in der DDR vor allem jüngere Arbeiter bei Betriebsaussprachen dagegen. An Autobahnbrücken, Häuserwänden, auf Flugblättern und in spontanen Sprechchören tauchten Parolen wie „Freiheit für Dubcek“ oder „Habt Mut zur Wahrheit“ auf. Bis Oktober 1968 bestrafte die DDR nach Eigenangaben 1.189 Personen wegen solcher verbotenen Sympathieäußerungen. Davon waren 75 % unter 30 Jahre alt; 8,5 % waren Schüler und Studenten. Einige Kinder hoher SED-Funktionäre erhielten mehrjährige Haftstrafen.
Diese Proteste gelten als Vorläufer der friedlichen DDR-Revolution von 1989. Viele von deren Teilnehmern hatten die Niederschlagung des Prager Frühlings erlebt. Laut Bernd Gehrke entstanden „1967/68 neue oppositionelle Milieus, deren Kontinuität trotz mancherlei Veränderungen bis 1989 reichte“ und die zum „Träger immer wieder neuer und sich verändernder politischer Aktivitäten oder Gruppenbildungen“ wurden. Diese Opposition ging aus der „Vernetzung und partiellen Überlappung von Milieus der kritisch-marxistischen und christlichen Intelligenz sowie der subkulturellen Jugendbewegung hervor“. In der DDR hofften viele Menschen auf ein Gelingen des Prager Frühlings. Nach seinem Scheitern kam es zu Protesten und Verhaftungen. Der Glaube an die Reformierbarkeit des realen Sozialismus schwand.
Die meisten DDR-Bürger waren über die westdeutsche 68er-Bewegung gut informiert. Damals entstand die Blueserszene in der DDR, die Ende der 1970er Jahre auf ihrem Höhepunkt war. Die Tumulte an westdeutschen Universitäten lösten jedoch vielfach Unverständnis aus, so bei der späteren Bundeskanzlerin Angela Merkel, die die damalige Bundesrepublik als funktionierenden Sozialstaat ansah.

## Wirkungen
Die 68er-Bewegung führte zu sozialen Veränderungen und bewirkte eine neue politische Kultur. Dazu gehörten die zunehmende Teilhabe von Minderheiten am öffentlichen Leben, sich verändernde Geschlechterrollen sowie öffentliche Bekenntnisse zur Homosexualität. In Frankreich, Italien, der Bundesrepublik Deutschland und in den Vereinigten Staaten bildete sich eine außerparlamentarische Opposition.
Während die Aktivisten der 68er sich vielfach in autoritäre Organisationen wie die K-Gruppen verzweigten oder den „Langen Marsch durch die Institutionen“ antraten, übernahm die folgende Jugendgeneration, die sich im Studentenstreik 1976/77 als Alternativbewegung mit ihren verschiedenen politischen Gegenbewegungen bildete, die Protestformen und -mittel der 68er wie Flugblätter, alternative Radiostationen und Filmgruppen oder eigene Publikationsformen wie die Stattzeitungen.
Zur finanziellen Förderung von Alternativprojekten und später auch Hausbesetzerinitiativen gründeten 68er in Berlin 1978 die Netzwerk Selbsthilfe und den alternativen Sanierungsträger STATTBAU.
Für die internationale Verbreitung der 68er-Bewegung waren Pressebilder und das Fernsehen wichtig, also die für die damalige Zeit neuen Medien. Weltweit gab es eine fortschreitende Demokratisierung und Gründung von Nichtregierungsorganisationen. Die Politisierung der Privatsphäre wird den Protesten der 1968er Jahre zugeschrieben.
Im Zeitgeist der 68er begünstigte die transnationale Struktur der katholischen Kirche die Entstehung der Befreiungstheologie. Das Zweite Vatikanische Konzil von 1962 bis 1965 forderte eine umfassende Erneuerung der Kirche. Vor diesem Hintergrund sowie angesichts der von Armut, Unterdrückung und Ungerechtigkeit geprägten Lebenssituation in Lateinamerika akzeptierte 1968 die Bischofskonferenz von Medellín die Idee von der Theologie der Armen. Ähnliche Konzepte entwickelten sich in Südafrika und in Asien. Die aus der US-amerikanischen Bürgerrechtsbewegung hervorgegangene „schwarze Theologie“ verstand sich als eine radikale Form der Befreiungstheologie.

## Weiterführende Informationen

### Filme
- Don Kent (Regie): 1968 – Die globale Revolte (1/2) (1): „Die Welle“ (1965–1969) und (2): „Die Explosion“ (1970–1975), Frankreich, 2018, zwei Teile, zus. 190 Min.
- 1968 mm – Sex und Rock-n-Roll. Regie: Jerry Rothwell, Felix Kriegsheim, Stefano Strocchi. Deutschland, 2017 (3 Folgen je 52–55 Min. 8mm-Filme aus privaten Archiven. Drei Folgen, Erstausstrahlung am 25. Mai 2018)

#### Originalton-Quellen
- Peter O. Chotjewitz: Die Falle – Die Studenten sind nicht an allem schuld. Dokumentarisches Hörspiel, SDR/SR/WDR 1968.[71]